# Agostino Fiorito
Agostino Fiorito (en latin Floritus), né en 1580 à Mazara del Vallo (Sicile) et mort en 1613 à Palerme, est un jésuite et helléniste italien.

## Biographie
Agostino Fiorito naquit à Mazara del Vallo en 1580, fut admis dans la Compagnie de Jésus et chargé d’enseigner la langue grecque aux jeunes profès du collège de Palerme. Une mort prématurée l’enleva en 1613, à l’âge de 33 ans. Fiorito avait recueilli et traduit en latin un grand nombre d’opuscules des Pères grecs relatifs à l’histoire ecclésiastique de Sicile. Ottavio Gaetani en a inséré la plus grande partie dans ses Sanctorum siculorum vitæ, Palerme, 1657, 2 vol. in-fol. On assure que Fiorito avait laissé en manuscrit plusieurs Tragédies écrites les unes en grec et les autres en latin.